# Latin American Xchange
Latin American Xchange (LAX) – stajnia w profesjonalnym wrestlingu, występująca głównie w Total Nonstop Action Wrestling i Major League Wrestling.

## Historia

### Tło
Korzenie Latin American Xchange sięgają organizacji Total Nonstop Action Wrestling i stajnii 3Live Kru, do której należeli Konnan, B.G. James i Ron Killings. Stajnia przekształciła się w 4Live Kru, kiedy dołączył do niej Kip James, dawny partner B. G. Jamesa. Konnan był przeciwny dołączeniu nowego członka do grupy, ponieważ uważał, że Kip James zawsze ich spowalniał i wiecznie próbuje zrobić karierę poprzez wiązanie się z bardziej utalentowanymi osobami. Pomimo początkowej akceptacji, w końcu zwrócił się przeciwko swoim partnerom.

### Powstanie stajni
31 grudnia 2005 Bob Armstrong próbował przekonać Konnana, aby pojednał się z 3Live Kru. Początkowo Konnan udawał, że czuje się przekonany, aby uśpić uwagę Armstronga, a następnie zaatakował go i poniżył razem z Homicidem i Apolo. Konnan, Homicide i Apolo utworzyli drużynę Latin American Xchange (która nazwa była też skracana do LAX), a ich pierwsza walka dobyła się na gali TNA Final Resolution.

### Działalność
Pierwszą rywalizację Latin American Xchange mieli przeciwko Jamesom i 3Live Kru. Wkrótce stali się częścią fabuły opartej na prawdziwej sytuacji na granicy amerykańsko-meksykańskiej. Latin American Xchange pełnili w tej historii role heelów i podkreślali swoją przynależność do społeczności Latinx (neutralne płciowo określenie na osoby mieszkające w USA, które pochodzą z Ameryki Łacińskiej lub ich przodkowie pochodzą z Ameryki Łacińskiej). Zarzucali Total Nonstop Action Wrestling dyskryminację i organizowali happeningi, takie jak pilnowanie stołu hiszpańskojęzycznych komentatorów, jakby to była granica amerykańsko-meksykańska, i atakowanie każdego kto zbliży się do niego za bardzo i nie należy do społeczności Latinx. W 2007 roku stali się już faceami, broniącymi swojej społeczności przed prześladowaniami ze strony innych wrestlerów, takich jak B.G. James i Kip James, którzy teraz tworzyli tag team Voodoo Kin Mafia.
Stajnia istniała wiele lat, a jej skład stale się zmieniał. Jego członkowie ośmiokrotnie wygrali mistrzostwa drużynowe. W 2018 roku doszło do rywalizacji dwóch tag teamów, które współtworzyli członkowie The Latin American Xchange. Tag team Konnana występował wówczas pod oryginalną nazwą, a rywalizujący z nimi tag team Eddiego Kingstona nazywał się The OGz. W 2021 roku Konnan w organizacji Major League Wrestling reaktywował drużynę pod nazwą LAX 5150 z nowymi członkami.

## Członkowie
- Total Nonstop Action Wrestling
  - Oryginalny skład
    - Apolo[1]
    - Homicide – w 2018 roku reprezentował tag team The OGz, rywalizujący z LAX Konnana[6]
    - Konnan – lider grupy, kiedy nie był zdolny do kariery wrestlerskiej, został menadżerem stajni[1].

- - Kolejni członkowie
    - Daga[7]
    - Diamanté[8]
    - Héctor Guerrero – menadżer
    - Hernandez – jeden z pierwszych członków[1], w 2018 roku reprezentował tag team The OGz, rywalizujący z LAX Konnana[6]
    - Low Ki[9]
    - Eddie Kingston (King) – Tymczasowy lider stajni[1]. Stracił stanowisko i członkostwo, gdy okazało się, że zdobył je poprzez zorganizowanie ataku i wyeliminowanie Konnana[1]. Później założył tag team The OGz, rywalizujący z LAX Konnana[1].
    - Machete – zastąpił Apolo[10]
    - Ortiz – wraz z Santaną często tworzył zawierający się w stajni tag team Santana and Ortiz[1]. W 2018 roku reprezentował oryginalny LAX Konnana w rywalizacji przeciwko The OGz, złożonego z byłych członków LAX[6].
    - Salinas – valet[11]
    - Santana – wraz z Ortizem często tworzył zawierający się w stajni tag team Santana and Ortiz[1]. W 2018 roku reprezentował oryginalny LAX Konnana w rywalizacji przeciwko The OGz, złożonego z byłych członków LAX[6].
- Major League Wrestling
  - Slice Boogie[1]
  - Hernandez[1]
  - Konnan – lider grupy[1].
  - Rivera (a.k.a. Danny Limelight)[1]
  - Julius Smokes[1]